# Kidoh
Jin Hyo Sang (em coreano: 진효상; nascido em 16 de dezembro de 1992) mais conhecido pelo seu nome artístico Kidoh (em coreano: 키도), é um cantor, rapper, compositor e produtor sul-coreano. Ele é ex-integrante do boy group sul-coreano Topp Dogg e o primeiro membro da mesma a lançar um álbum solo. Ele tem sido membro ativo de equipes de hip hop sul-coreanas chamadas "Rockbottom" e "Daenamhyup" por vários anos.

## Biografia

### Primeiros anos
Kidoh nasceu em Seul, Coreia do Sul, e estudou na Hankuk University of Foreign Studies. Inicialmente, Kidoh queria se tornar um produtor de música. Mais tarde, ele recebeu uma ligação do Brave Brothers, que influenciou Kidoh para considerar uma carreira musical mais diversificada.
Ele começou sua carreira sendo trainee da Big Hit Entertainment, em preparação para a adesão ao grupo BTS.  Mas ele deixou o grupo em 2012 por livre e espontânea vontade.

### Stardom Entertainment
A primeira aparição de Kidoh com Topp Dogg foi na mostra de televisão Show Champion, em 22 de outubro de 2013, realizando um título que ele produziu intitulada "Say It, 말로 해".

### Gravadora NEXTLEVEL
Em 10 de maio de 2017, Kidoh lançou um single chamado "헐 (HER)" sob a gravadora NEXTLEVEL. O álbum completo "School of Hard Knocks" foi planejado para ser lançado em 25 de maio de 2017, mas foi adiado até uma data desconhecida. 

## Discografia

### Solo
Em 26 de setembro de 2014, Kidoh lançou seu primeiro álbum solo, "Little Album".  O álbum possui vários tipos de sons misturados usando um método chamado Double title. Por exemplo, dois títulos receberam uma ênfase diferente "She Is So Sensitive", com um ritmo atraente para as apresentações ao vivo, e "Taxi On The Phone", em um ritmo calmo com foco nos vocais.
O título de "She Is So Sensitive" foi estreado no "Hallyu Dream Festival Concert" em 2014.
 O MV de estréia de Kidoh, "Taxi On The Phone" também estreou em setembro de 2014. 
|                                       | Descrição |
| 1st EP Album (26 de setembro de 2014) | 1. 작은 노래 (Intro) 2. 그녀는 너무 예민해 (She's So Sensitive) 3. Taxi On The Phone (Feat. Sangdo) 4. 한시가 너무 바빠 (So busy at 1 o'clock) (Feat. i11evn, Supreme Boi) 5. 당연한 게 맞아 (Absolutely Correct) 6. Interlude 7. Still Alive |

### Singles
Em 10 de maio de 2017, Kidoh lançou um single "헐 (HER)" juntamente com um video musical, o video musical possui outra música: "트레이드(Trade)" feat. 소년쿠로(ShonenKuro). 
|                            | Ano  |
| "헐 (HER)" ft. 시모 (Simo) | 2017 |

### Topp Dogg
Em colaboração com A-Tom, Jenissi e Yano, Kidoh contribuiu para letras para os seguintes títulos:
- Dogg’s out
- Say it (말로해)
- Play Ground
- Arario (아라리오)
- Open the door (들어와)
- Eschatologist (종말론자)

Kidoh compôs "Play Ground" e escreveu compôs e produziu "A Woman Like You (너같은 여자)" e "From a Trainee to an Artist".

## Aparições Solo
Kidoh realizou várias aparições como artista solo desde o início. Para o 100º episódio do programa de TV Show Champion, Kidoh (com Jenissi) colaborou com Suga e Rap Monster ambos do BTS, e Zelo e Bang Yong-guk ambos do B.A.P. Ele também colaborou para várias músicas de "일레븐 (i11evn)" (apresentando com Marvel J ou Supreme Boi).

## Saída do Topp Dogg e Controvérsia
No dia 8 de outubro de 2015, a Hunus Entertainment publicou um comunicado oficial em sua rede social sobre a saída de Kidoh e Gohn do Topp Dogg. 
Em 2016, Kidoh e o rapper Iron se meteram em uma controvérsia e foram alvo de críticas por causa da letra da música chamada “Roll”. Os internautas ficaram chocados e ofendidos que os dois poderiam estar cantando sobre estuprar uma menina; No entanto, por causa da controvérsia, os internautas levantaram a hashtag  #IronIsCancelledParty e rapidamente ficou entres os assuntos mais comentados no Twitter. Ele se posicionou em sua conta oficial do Twitter e fez um pedido de desculpas. 

## Escândalo da Maconha
Kidoh foi pego em suspeita de uso de maconha e foi processado sem detenção. O Gabinete Central dos Procuradores de Seul relatou, “os rappers Iron e Kidoh, ex-membro do Topp Dogg, estão sob suspeitas de fumar maconha, e foram processados sem detenção“. Junto com os rappers, outros suspeitos incluem um cantor, um compositor aspirante, e um planejador de espetáculos, resultando em um total de cinco casos que foram entregues ao tribunal. Kidoh está sob investigação por uso ilegal em um bar de Bangkok, na Tailândia, em Outubro de 2015. 
Em 24 de novembro de 2016, Kidoh foi condenado por uso de maconha. A corte do Distrito Central de Seul sentenciou Kidoh à 6 meses de prisão com 1 ano de condicional, ele terá de pagar uma multa e realizar 40 horas de serviço comunitário. 